# Ancherythroculter
Ancherythroculter is een geslacht van straalvinnige vissen uit de familie van eigenlijke karpers (Cyprinidae).

## Soorten
- Ancherythroculter daovantieni (Bănărescu, 1967)
- Ancherythroculter kurematsui (Kimura, 1934)
- Ancherythroculter lini Luo, 1994
- Ancherythroculter nigrocauda Yih & Wu, 1964
- Ancherythroculter wangi (Tchang, 1932)